# Авионосни крайцери проект 1160
Проект 1160, шифър „Орел“ е първият съветски проект за самолетоносач на ВМФ на СССР с ядрена силова установка разработван в края на 1960-те – началото на 1970-те г. в Невското проектно-конструкторско бюро под ръководството на главния конструктор А. Б. Морин. Към 1986 г. е планирано да се построят три такива кораба. Обаче през 1973 г. всички работи са прекратени в полза на последващото построяване на тежките авионосни крайцери от проект 1143.

## Авиогрупа
Авиогрупата на крайцера трябва да включва 60 – 70 летателни апарата. Изначално е планирано да се екипира кораба с изтребителите МиГ-23А, противолодъчни самолети П-42, бомбардировачите Су-24К и вертолетите Ка-252. По-късно съставът на авиогрупата претърпява изменения и започва да изглежда по следния начин: 12 изтребителя Су-27К или Су-29К, 12 щурмовика Су-28К, 4 разузнавача-целеуказателя Су-28КРЦ, 6 самолета за ПЛО П-42, 4 самолета за РЛДН на базата на П-42, 8 вертолета Ка-252.
Техническите средства за осигуряване на полетите трябва да включват 4 парни катапулта, аерофинишери и аварийна бариера.